# Antonino Gomes Pereira
Antonino Raul da Mata Gomes Pereira GCC (Lourenço Marques, 5 de setembro de 1889 – Lisboa, 24 de abril de 1960) foi um militar e político português.

## Família
Filho de André Gomes Pereira (Vila Viçosa, 19 de Julho de 1859 - Vila Viçosa, 1936) e de sua mulher (Elvas, 15 de Novembro de 1888) Eugénia Adelaide de Sousa da Mata (Elvas, 9 de Novembro de 1856 - Vila Viçosa, 9 de Agosto de 1939), neto paterno do Capitão Tomé Gomes Pereira, de Celorico de Basto, Britelo, e de sua mulher (Vila Viçosa, 19 de Outubro de 1834) Maria da Piedade Pires de Ataíde, de Vila Viçosa, e neto materno de José Manuel da Mata (Elvas, 17 de Fevereiro de 1828) e de sua mulher (Elvas?) Maria da Natividade de Sousa de Gusmão (Elvas, 18 de Outubro de 1835).

## Biografia
Foi Capitão do Exército Português, 3.º Governador Civil do Distrito de Setúbal de 30 de Janeiro de 1929 a 21 de Março de 1931, durante a Ditadura Nacional, e Ministro do Interior de 24 de Julho de 1933 a 23 de Outubro de 1934, durante o Estado Novo, nomeado por António de Oliveira Salazar por ser inimigo do Movimento Nacional-Sindicalista então crescente, com o efeito de o perseguir. Responsável pela Censura, foi durante o seu mandato que, a 29 de Agosto de 1933, foi estabelecida a Polícia de Vigilância e Defesa do Estado. Nas suas funções ministeriais, a 27 de Novembro de 1933 esteve presente na inauguração dos Paços do Concelho de Arouca e a 24 de Agosto de 1934, foi uma das autoridades convidadas a visitar o 5.º Acampamento Nacional de Escutas.
Foi agraciado com o grau de Grã-Cruz da Ordem Militar de Cristo a 27 de Outubro de 1934 e com o grau de Comendador da Ordem Militar de Avis a 9 de Junho de 1941.
Foi Governador Civil do Distrito de Évora de 1934 a 1936.

## Casamento e descendência
Casou em Vila Viçosa a 21 de Abril de 1915 com Maria Gertrudes Nora Cortes-Novas Pombeiro (Olivença, 29 de Abril de 1890 - Olivença, 23 de Junho de 1963), filha de António Lameiro Pombeiro (Vila Viçosa, 21 de Janeiro de 1844) e de sua mulher (Olivença?) Maria Joana de São José Chamorro Cortes-Novas (Olivença, 18 de Março de 1863), neta paterna do Capitão José Felizardo Pombeiro (Elvas, 1804) e de sua mulher (Vila Viçosa, 26 de Maio de 1839) Gertrudes Rosa das Dores da Gama Lameira (Vila Viçosa, 25 de Novembro de 1821) e neta materna de João José Cortes Novas (Elvas, Vila Boim, 18 de Junho de 1803) e de sua mulher (Elvas, Vila Boim?) Vitória de Jesus Lopes Chamorro (Elvas, Vila Boim, 28 de Julho de 1827). Do seu casamento nasceram quatro filhos: Maria del Pilar Pombeiro Gomes Pereira, José Manuel Pombeiro Gomes Pereira, Marita Pombeiro Gomes Pereira e Eduardo Pombeiro Gomes Pereira. A sua filha Maria del Pilar Amélia Pombeiro Gomes Pereira (Vila Viçosa, São Bartolomeu, 22 de Fevereiro de 1920) casou em Lisboa a 16 de Abril de 1942 com Henrique Eduardo Vosgien de Noronha, 3.º Visconde de Santa Cruz.